# Kreis Fehérgyarmat
Der Kreis Fehérgyarmat (ungarisch Fehérgyarmati járás) ist ein Kreis mit 50 Gemeinden im Nordosten des nordostungarischen Komitats Szabolcs-Szatmár-Bereg. Er grenzt im Nordwesten an den Kreis Vásárosnamény, im Westen an den Kreis Mátészalka und im Süden an den Kreis Csenger. Im Norden und Osten bildet die Ukraine die Landesgrenze, im Südosten Rumänien. 15 Gemeinden grenzen an diese beiden Staaten, wobei Garbolc an beide grenzt. Im Gemeindegebiet von Garbolc befindet sich der östlichste Punkt Ungarns.

## Geschichte
Der Kreis ging im Zuge der ungarischen Verwaltungsreform Anfang 2013 aus allen 49 Gemeinden seines Vorgängers, dem gleichnamigen Kleingebiet (ungarisch Fehérgyarmati kistérség) hervor und erfuhr noch Verstärkung durch eine Gemeinde aus dem Norden.

## Gemeindeübersicht
Der Kreis Fehérgyarmat hat eine durchschnittliche Gemeindegröße von 805 Einwohnern auf einer Fläche von 14,15 Quadratkilometern. Die Bevölkerungsdichte des zweitgrößten Kreis liegt unter dem Komitatswert von 95 Einwohnern/km². Der Verwaltungssitz befindet sich in der einzigen Stadt, Fehérgyarmat, im Südwesten des Kreises gelegen.
| Gemeinde           | Status       | Herkunft Kleingebiet | Einwohnerzahl | Einwohnerzahl | Einwohnerzahl | Fläche (km²) | Bevölkerungs- dichte (Ew./km²) |
| Gemeinde           | Status       | Herkunft Kleingebiet | 01.10.2011    | 01.01.2013    | 01.01.2016    | 01.01.2016   | Bevölkerungs- dichte (Ew./km²) |
| ------------------ | ------------ | -------------------- | ------------- | ------------- | ------------- | ------------ | ------------------------------ |
| Botpalád           | Gemeinde     | Fehérgyarmat         | 610           | 654           | 818           | 16,50        | 49,6                           |
| Cégénydányád       | Gemeinde     | Fehérgyarmat         | 633           | 640           | 628           | 12,19        | 51,5                           |
| Csaholc            | Gemeinde     | Fehérgyarmat         | 546           | 544           | 572           | 19,35        | 29,6                           |
| Császló            | Gemeinde     | Fehérgyarmat         | 340           | 346           | 354           | 10,18        | 34,8                           |
| Csegöld            | Gemeinde     | Fehérgyarmat         | 631           | 640           | 660           | 19,35        | 34,1                           |
| Darnó              | Gemeinde     | Fehérgyarmat         | 148           | 169           | 170           | 4,64         | 36,6                           |
| Fehérgyarmat       | Stadt        | Fehérgyarmat         | 7.893         | 7.967         | 8.042         | 52,46        | 153,3                          |
| Fülesd             | Gemeinde     | Fehérgyarmat         | 431           | 446           | 478           | 15,05        | 31,8                           |
| Gacsály **         | Gemeinde     | Fehérgyarmat         | 877           | 898           | 963           | 19,82        | 48,6                           |
| Garbolc */**       | Gemeinde     | Fehérgyarmat         | 129           | 154           | 139           | 7,25         | 19,2                           |
| Gyügye             | Gemeinde     | Fehérgyarmat         | 231           | 240           | 245           | 4,33         | 56,6                           |
| Hermánszeg         | Gemeinde     | Fehérgyarmat         | 236           | 240           | 245           | 5,20         | 47,1                           |
| Jánkmajtis         | Gemeinde     | Fehérgyarmat         | 1.633         | 1.710         | 1.724         | 25,03        | 68,9                           |
| Kérsemjén          | Gemeinde     | Fehérgyarmat         | 280           | 309           | 281           | 7,08         | 39,7                           |
| Kisar              | Gemeinde     | Fehérgyarmat         | 1.058         | 1.076         | 1.144         | 15,43        | 74,1                           |
| Kishódos *         | Gemeinde     | Fehérgyarmat         | 78            | 79            | 72            | 8,92         | 8,1                            |
| Kisnamény          | Gemeinde     | Fehérgyarmat         | 302           | 309           | 315           | 18,01        | 17,5                           |
| Kispalád *         | Gemeinde     | Fehérgyarmat         | 536           | 580           | 1.164         | 16,74        | 69,5                           |
| Kisszekeres        | Gemeinde     | Fehérgyarmat         | 562           | 580           | 560           | 14,68        | 38,1                           |
| Kölcse             | Großgemeinde | Fehérgyarmat         | 1.304         | 1.360         | 1.406         | 28,24        | 49,8                           |
| Kömörő             | Gemeinde     | Fehérgyarmat         | 539           | 569           | 585           | 16,37        | 35,7                           |
| Magosliget *       | Gemeinde     | Fehérgyarmat         | 271           | 283           | 346           | 5,17         | 66,9                           |
| Mánd               | Gemeinde     | Fehérgyarmat         | 247           | 254           | 279           | 5,17         | 54,0                           |
| Méhtelek **        | Gemeinde     | Fehérgyarmat         | 712           | 732           | 755           | 8,62         | 87,6                           |
| Milota *           | Gemeinde     | Fehérgyarmat         | 894           | 910           | 958           | 15,39        | 62,2                           |
| Nábrád             | Gemeinde     | Fehérgyarmat         | 885           | 911           | 945           | 17,68        | 53,5                           |
| Nagyar             | Gemeinde     | Fehérgyarmat         | 684           | 679           | 686           | 15,99        | 42,9                           |
| Nagyhódos *        | Gemeinde     | Fehérgyarmat         | 100           | 109           | 128           | 7,66         | 16,7                           |
| Nagyszekeres       | Gemeinde     | Fehérgyarmat         | 560           | 557           | 552           | 10,51        | 52,5                           |
| Nemesborzova       | Gemeinde     | Fehérgyarmat         | 82            | 85            | 112           | 2,20         | 50,9                           |
| Olcsvaapáti        | Gemeinde     | Fehérgyarmat         | 272           | 281           | 306           | 11,00        | 27,8                           |
| Panyola            | Gemeinde     | Fehérgyarmat         | 597           | 616           | 597           | 12,22        | 48,9                           |
| Penyige            | Gemeinde     | Fehérgyarmat         | 710           | 731           | 737           | 18,89        | 39,0                           |
| Rozsály **         | Gemeinde     | Fehérgyarmat         | 784           | 814           | 780           | 14,87        | 52,5                           |
| Sonkád             | Gemeinde     | Fehérgyarmat         | 671           | 723           | 802           | 19,81        | 40,5                           |
| Szamossályi        | Gemeinde     | Fehérgyarmat         | 706           | 725           | 732           | 11,57        | 63,3                           |
| Szamosújlak        | Gemeinde     | Fehérgyarmat         | 355           | 363           | 354           | 5,27         | 67,2                           |
| Szatmárcseke *     | Gemeinde     | Fehérgyarmat         | 1.473         | 1.508         | 1.590         | 36,29        | 43,8                           |
| Tiszabecs *        | Großgemeinde | Fehérgyarmat         | 1.028         | 1.111         | 1.412         | 17,14        | 82,4                           |
| Tiszacsécse *      | Gemeinde     | Fehérgyarmat         | 220           | 237           | 246           | 4,80         | 51,3                           |
| Tiszakóród *       | Gemeinde     | Fehérgyarmat         | 757           | 740           | 788           | 16,69        | 47,2                           |
| Tisztaberek        | Gemeinde     | Fehérgyarmat         | 667           | 693           | 696           | 18,22        | 38,2                           |
| Tivadar            | Gemeinde     | Vásárosnamény        | 170           | 167           | 192           | 4,80         | 40,0                           |
| Tunyogmatolcs      | Gemeinde     | Fehérgyarmat         | 2.424         | 2.466         | 2.392         | 26,28        | 91,0                           |
| Túristvándi        | Gemeinde     | Fehérgyarmat         | 688           | 762           | 805           | 15,22        | 52,9                           |
| Túrricse           | Gemeinde     | Fehérgyarmat         | 664           | 668           | 681           | 12,99        | 52,4                           |
| Uszka *            | Gemeinde     | Fehérgyarmat         | 394           | 427           | 486           | 7,35         | 66,1                           |
| Vámosoroszi        | Gemeinde     | Fehérgyarmat         | 466           | 515           | 517           | 13,16        | 39,3                           |
| Zajta **           | Gemeinde     | Fehérgyarmat         | 390           | 406           | 434           | 9,19         | 47,2                           |
| Zsarolyán          | Gemeinde     | Fehérgyarmat         | 391           | 380           | 384           | 6,39         | 60,1                           |
| Kreis Fehérgyarmat |              |                      | 37.259        | 38.363        | 40.257        | 707,36       | 56,9                           |

* Grenzgemeinde zur Ukraine

** Grenzgemeinde zu Rumänien